# Violette and Co
Violette and Co est une librairie lesbienne, féministe et LGBTQIA+ installée à Paris depuis 2004.

## Histoire

### 102 rue de Charonne

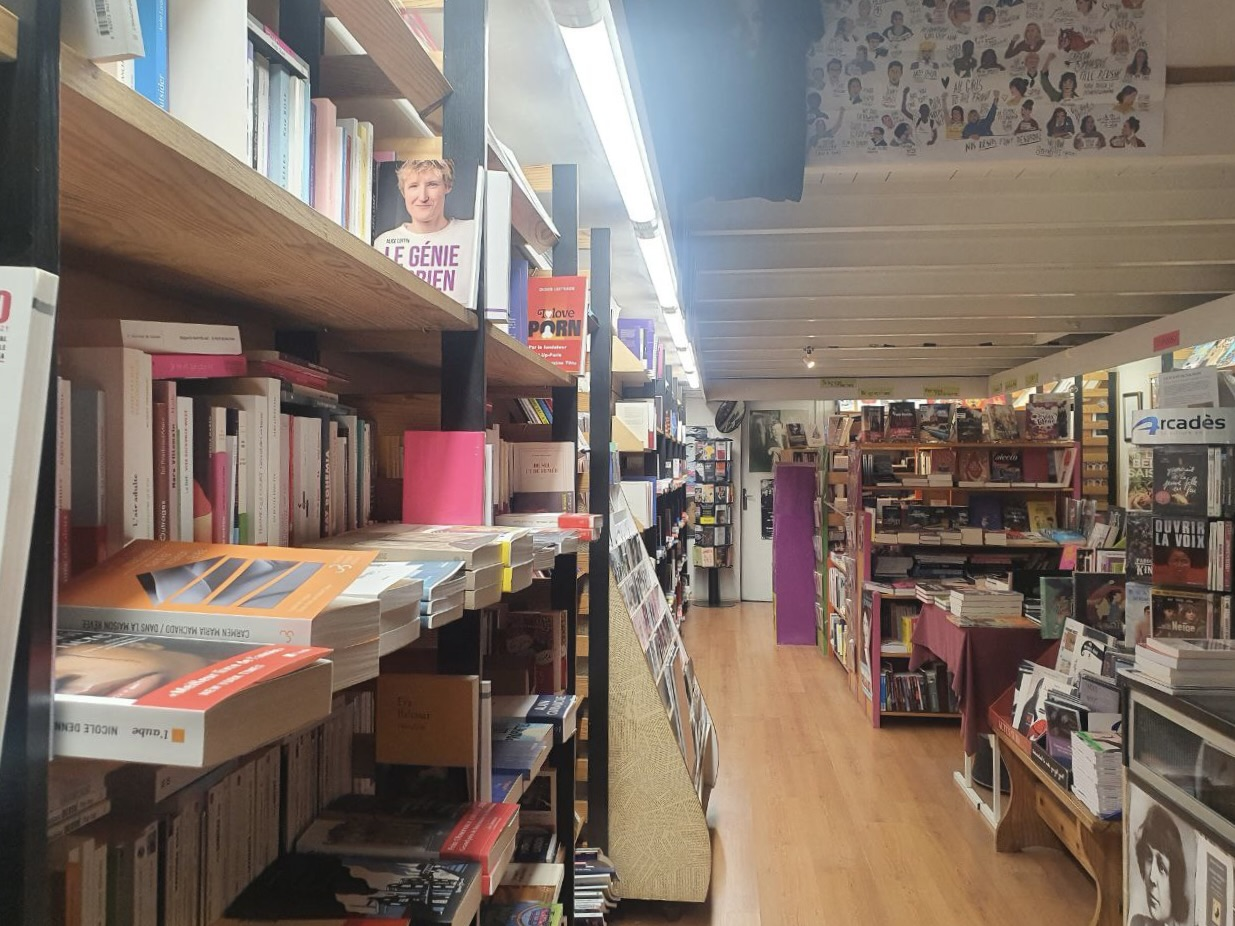
Intérieur des locaux du 102 rue de Charonne.

Fondée par Catherine Florian et Christine Lemoine en février 2004, la librairie Violette and Co est spécialisée dans les écrits lesbiens, féministes et LGBTQIA+. Elle est située 102 rue de Charonne,,. Christine Lemoine avait déjà de l'expérience dans le domaine littéraire, puisqu'elle travaillait auparavant aux Éditions gaies et lesbiennes. Elle est la seule librairie de France avec ce positionnement, les autres librairies étant soit féministes, soit LGBTIA+, mais pas avec la double approche. Cette fondation se fait dans le cadre du mouvement plus général de massification de l'édition LGBTIA+ en France au début du XXIe siècle, qui cesse de se limiter à des événements saisonniers comme la Marche des fiertés pour occuper les rayons tout au long de l'année.
Le nom est un quadruple hommage : à Violette Leduc, écrivaine lesbienne française ; au violet comme symbole du féminisme et notamment des suffragettes anglaises ; aux violettes, symbole lesbien ; et enfin à la librairie parisienne Shakespeare and Company fondée par une lesbienne,.
Le financement permettant l'ouverture est compliqué, les banques parisiennes ne comprenant pas leur projet, pensant qu'il s'agira d'une librairie pornographique, et font preuve de lesbophobie lors des discussions.
De nombreuses personnalités lesbiennes et féministes, de France ou de l'international, présentent leurs pensées à la librairie, notamment : Alison Bechdel, Judith Butler, Natacha Chetcuti-Osorovitz, Alice Coffin, Chloé Delaume, Wendy Delorme, Virginie Despentes, Elsa Dorlin, Gisèle Halimi, Léonora Miano, Michelle Perrot, Paul B. Preciado, Sarah Schulman ou Pinar Selek.
À l'automne 2019, les gérantes annoncent leur futur départ à la retraite et leur intention de revendre la marque et le fonds de commerce de la librairie,. Elles reçoivent plus de 50 demandes d'informations dont 25 se transforment en propositions. En février 2020, elles décident de renoncer à la vente à la suite de la mise en vente de l'immeuble par le propriétaire qui les met dans une position incertaine. Au printemps 2021, à la suite de la crise du Covid-19, elles reviennent sur leur décision et cherchent de nouveau une relève. Elles souhaitent trouver preneuses avant le renouvellement du bail prévu à la fin de mars 2022. En janvier, elles vendent à un collectif répondant à leurs critères de connaissances de la communauté LGBTQIA+ et du savoir-faire de libraire,.

### 52 rue Jean-Pierre-Timbaud

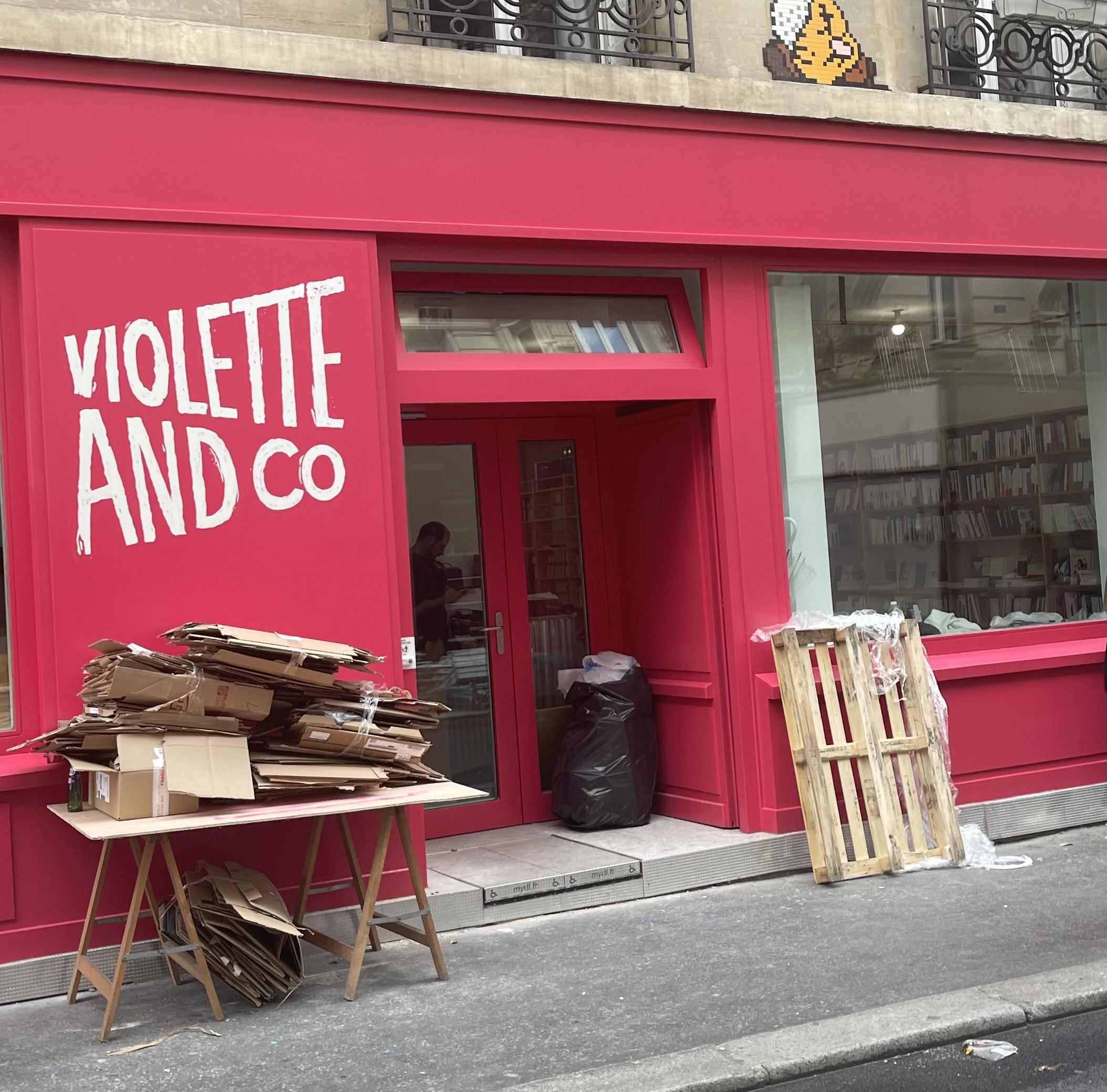
Nouvelle devanture de Violette and Co photographiée juste avant l'ouverture le 13 octobre 2023.

La reprise de la librairie se fait par le collectif Violette and Coop constitué de 6 personnes, qui organise un financement participatif afin de réunir les fonds nécessaires à la reprise de la librairie en mars 2022,. Celui-ci mobilise les communautés lesbienne, LGBTIA+ et féministe, avec soirées de soutien, dons de contreparties, et communication de noms de la communauté, telles que Fatima Daas ou Fania Noël. Pendant cette période sans local, les libraires tiennent des stands dans les festivals lesbiens, LGBTQIA+ et féministes. Dans le cadre de leurs travaux et équipement, elles sollicitent des associations et personnes de la communauté.
Elles y apportent un enrichissement du catalogue pour les ouvrages jeunesse, la bande dessinée, les mangas, les sciences humaines et les publications anti-racistes. Le collectif ouvre un coin café destiné à proposer un lieu de sociabilité LGBTIA+ calme et sans-alcool et ainsi adapté à un public qui ne fréquente pas les bars, notamment les personnes neuroatypiques. Elle propose également un sous-sol destiné à accueillir les événements associatifs de la communauté LGBTQIA+. Il s'agit de créer un tiers-lieu safe, de « convivialité et de flânerie »,.
Les repreneuses rencontrent de nombreuses difficultés dans l'année 2022-2023, liées à des changements administratifs peu adaptés au statut SCOP mais aussi au peu de locaux de la Semaest, acteur mandaté par la ville de Paris pour le maintien d'activités commerciales diversifiées, adaptés aux besoins de la librairie et aux prix excessifs du marché privé. Si les repreneuses choisissent un local situé au 52 rue Jean-Pierre Timbaud dans le 11ème arrondissement dès octobre 2022, elles ne l'obtiennent qu'en juillet 2023. Cette rue avait hébergé la librairie féministe Carabosses de 1978 à 1985, qui avait été un lieu de fréquentation lesbien (à défaut d'avoir été créé à leur intention).
En octobre 2023, l'équipe ayant repris la marque et le fonds de commerce annonce la réouverture le vendredi 13 octobre,.

## Fonctionnement
Outre de livres directement lesbiens, féministes ou LGBTIA+, la librairie propose des ouvrages généraux sur la discrimination notamment le racisme, ou de la littérature avec des personnages féminins bien construits, pour un ensemble de 7000 références,. Le positionnement militant de la librairie impose aux gérantes un arbitrage constant entre la promotion de petits éditeurs et la vente de succès commerciaux.
En raison de son positionnement quasiment unique en France, la librairie attire un public venu de toutes les régions, qui se déplace à Paris spécialement pour s'y rendre. Les clientes sont plus nombreuses que les clients, avec pas mal de militantes ou d'étudiantes en littérature et en sciences humaines et sociales, mais aussi des personnes simplement du quartier.
La librairie est aussi un lieu communautaire d'évènements : ateliers d'écriture, rencontre avec des autrices, expositions, en faisant un lieu de référence pour les évènements lesbiens, trans et féministes,.